# Konsultant
Konsultant, doradca (łac. consultare – omawiać) – osoba zawodowo zajmująca się udzielaniem porad w wybranej dziedzinie, np. księgowości, technologii, prawie, zarządzaniu personelem, marketingu, finansach, reklamie.

## Sposoby działania
Konsultant może świadczyć swoje usługi na rzecz osób prywatnych lub instytucji.
Konsultant zazwyczaj nie jest pracownikiem etatowym swojego klienta, lecz prowadzi działalność na własny rachunek lub jest pracownikiem firmy doradczej (konsultingowej), świadcząc usługi dla większej liczby klientów. Ma to miejsce zwłaszcza w sytuacjach, kiedy zapotrzebowanie klienta na poradę występuje okresowo (doradztwo podatkowe, IT).
Konsultant udzielający porad w dziedzinie doskonalenia umiejętności zawodowych jest nazywany coachem.